# Imbolc

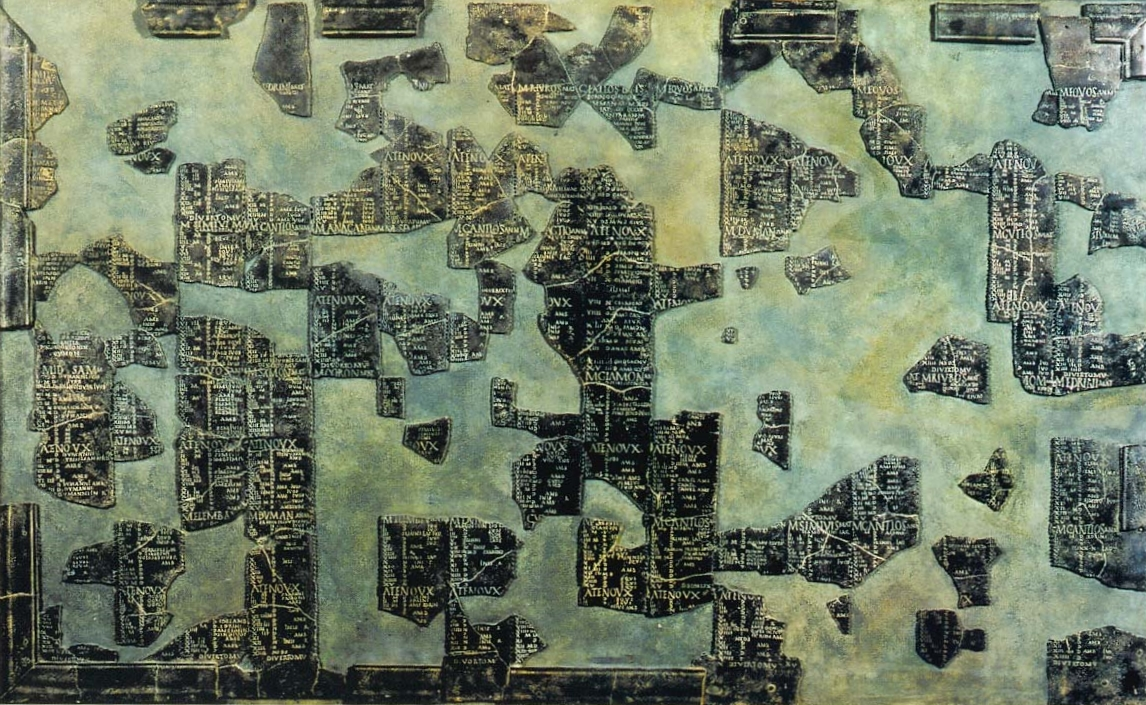
Calendrier de Coligny, IIe siècle de notre ère, sur lequel la fête est inscrite.

Imbolc (/ɪˈmɒlɡ/) est une fête religieuse celtique irlandaise, qui est célébrée le 1er février de notre calendrier, soit au début du mois d’anagantios selon le calendrier gaulois de Coligny dans la mythologie celtique.
C'est la fête sur laquelle les sources littéraires médiévales sont les moins nombreuses.

## Description
Le sens du nom est « lustration », il s’agit donc d’une purification qui prend place à la fin de l’hiver.
Elle pourrait avoir pour fondement un culte lié à la fécondité. Un rapprochement peut aussi être fait avec la fête romaine des Lupercales, qui avait lieu à la fin de l'hiver.
Elle a aussi le sens de « lactation » ou « lait des brebis ». La date d'Imbolc correspond d'ailleurs à la période de l'agnelage, et donc au moment où les brebis commencent à allaiter leurs petits.
De la fête Imbolc, /imolk/ /imelk/, très régulièrement Imolg, au premier février, Joseph Vendryes a proposé une étymologie par imb- « autour », préfixe réfléchi, et folc « laver, baigner, nettoyer », ce qui faciliterait le rapprochement avec le februārius romain (RC 41 241-244). Pour Christian-J. Guyonvarc'h « Imbolc est le nom de l’ablution purificatoire ». Partant d’imolg (dans le ms LU) qui est la forme sincère, E. Hamp l’interprète par *molgo- « lactation », ce qui est l’avis du Glossaire de Cormac pour oímelc « lait de brebis » (sheep’s milk suivant M. Dillon dans The Celtic realms, 1961, 141). On peut concilier les deux interprétations en comparant le terme au Saxon, « im melk » qui signifie simplement « dans le lait ».
En sus, on peut traduire, la locution en irlandais moderne par « réserve de beurre » (ìm bòlg), littéralement « ventre, panse, poche, sac » (de beurre).
Philippe Jouët indique que «Tochmarc Emire présente oimolc comme « le début du printemps, c’est-à-dire barrière d’averses, averses du printemps et averses de l’hiver (...) ou le temps où l’on trait les brebis ». Les attestations mythologiques sont rares. TBC fait état d’un combat de Cúchulainn qui dure « du lundi de Samain au mercredi après Imbolc », les trois mois les plus sombres de l’année, sans aucun repos. (...) Sur l’île de Man la pluie du 1ᵉʳ février est bénéfique mais si le temps est beau la vieille Callaigh ny Groamagh (ou ny Gueshag « des geasa ») se manifeste, ce qui est un mauvais présage » C'est une fête de sortie d'hiver.
Imolc, dont le nom ne se retrouve pas en irlandais moderne, a été approximativement remplacée par la Chandeleur (mais au 2 février) et recouverte par la « fête de (sainte) Brigitte », Féil Bríde. Si l’on considère que la Brigit qui a servi à la constitution de la sainte a retenu les traits d’une divinité aurorale, on peut envisager qu’Imolg inaugurait la période des Aurores de l’année (à laquelle correspond le cornique gwantwyn, étymologiquement la période de la « lumière », comme Skr. vasantás, La. vēr, Gr. ear « printemps ») »
Ph. Jouët ajoute : « Une fête de sortie de l’hiver et d’ouverture du printemps a été recouverte par la Chandeleur si l’on se fonde sur le nom breton de cette fête Deiz ar Goulou « Jour de la lumière ». » Sainte Brigit (de Kildare) a, à beaucoup de points de vue, pris la suite de la déesse vIrl. Brigit, mIr. Brighid.
Le nom brittonique de la fête est alors : gallois Canhwyllau ; breton Goulou(deiz), Gouel Berc'hed.

## Célébration
Christian-Joseph Guyonvarc'h et Françoise Le Roux citent à ce propos ce quatrain extrait de Hibernica Minora de Kuno Meyer :

Goûter de chaque nourriture selon l'ordre,

voilà ce que l'on doit faire à Imbolc ;

se laver les mains, les pieds, la tête,

c'est ainsi que je le dis
Il était ainsi d'usage de commencer le repas en buvant un bol de lait de brebis (probablement fermenté), mélangé à de l'alcool de grain. Tout au moins était-ce le cas quand cette fête persistait encore au Moyen Âge tardif. Une source, discutable toutefois, suggère que cette pratique était en réalité pratiquée à Beltaine et qu'elle faisait écho à une pratique non documentée, qui aurait pu se tenir à Imbolc et qui aurait consisté en verser à terre le dernier lait et le dernier grain (libation/oblation) pour s'attirer les faveurs de Cernunnos pour le début de l'année agraire (mais Cernunnos est une entité continentale antique, pas un dieu irlandais). Ce quatrain suggère que, pendant la fête d'Imbolc, on devait faire l'inventaire des nourritures. De manière tout aussi hypothétique, cela laisserait à penser qu'à Imbolc, on commençait par boire.[réf. nécessaire]
Imbolc était une fête au cours de laquelle on célébrait la déesse celte Brigit : on l'invitait à entrer dans la maison afin de la purifier et de la protéger jusqu'à la prochaine fête d'Imbolc. Il s'agissait donc de fêter un renouveau après les jours les plus sombres de l'année.

## Survivances

### Irlande et Celtique insulaire
En Irlande, la célébration de sainte Brigitte à cette date, conduit à penser qu’Imbolc se déroulait sous le patronage de la déesse préchrétienne Brigit.

### France
En France, une survivance de cette fête christianisée serait la Chandeleur, la fête correspondant à la présentation du Christ au Temple.

### Suisse
Le Canton de Genève fête les Failles, dans le hameau de Certoux, sur la commune de Perly-Certoux ainsi que celle de Cartigny au cours du Premier dimanche de carême, tradition consistant à brûler des perches enrobées de paille, de sarments et de roseaux le soir à l'apparition de la première étoile. À cette occasion, on y mange des merveilles, une sorte de beignet. Cette fête serait d'origine celtique et constituerait une survivance d'Imbolc. Cette coutume se nomme les brandons ailleurs en Suisse romande.

## Néo-religions
À l'époque contemporaine, le nom irlandais a été repris dans divers cultes néo-païens et wiccans, pour lesquels la fête vient après Yule.